# Hans Held (Trickfilmer)
Hans Held (* 23. Mai 1914 in Holzminden; † 15. März 1995 in Wessobrunn) war ein deutscher Grafiker.

## Leben

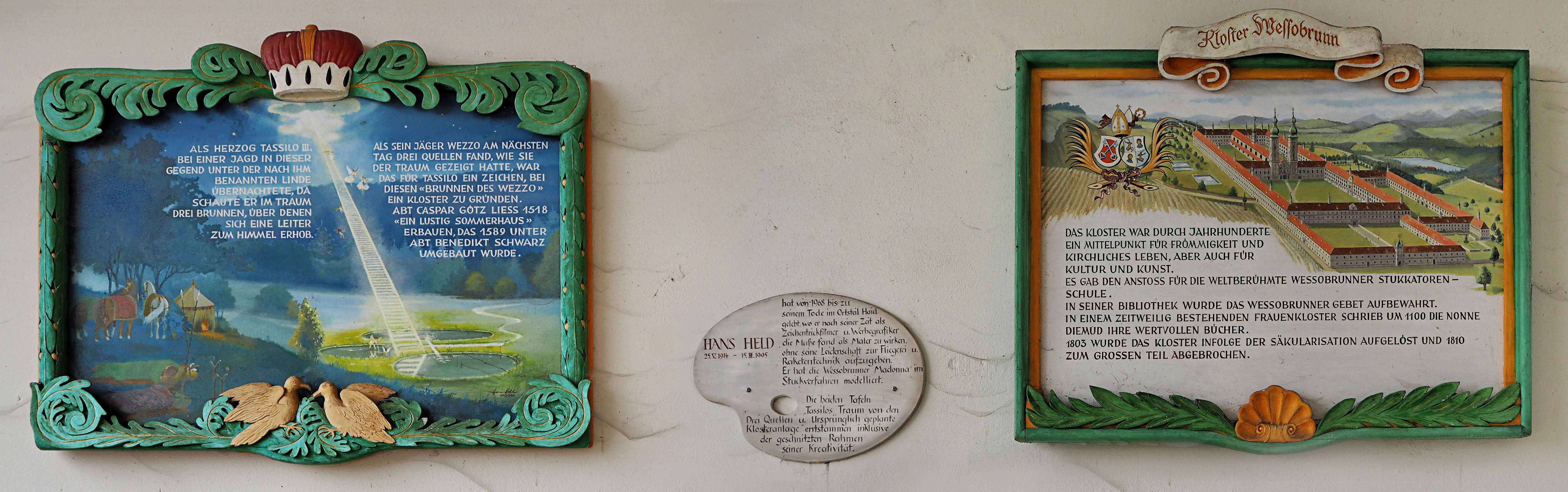
Von Hans Held gestaltete Bildtafeln am Brunnenhaus des Klosters Wessobrunn

Held studierte nach seiner Schulzeit in München Szenenkunst und Theaterwissenschaft. Im Laufe der Zeit kamen noch die Studienfächer Malerei, Grafik und Drucktechniken bei Emil Preetorius hinzu, zudem eine Tanzschulung bei Senta Maria Schmid. Nach der Ausbildung arbeitete er für Bavaria, deren Trickfilmproduktion in Babelsberg er bis 1945 leitete. 1940, während des Dritten Reiches, führte Held in dem militaristischen Propaganda-Trickfilm Der Störenfried Regie. 1944 war er Regisseur des Trickfilms Abenteuer des Freiherrn von Münchhausen – Eine Winterreise.
Nach dem Ende des Zweiten Weltkrieges siedelte er nach Hamburg über und kreierte dort zusammen mit Hans Georg Dammann den Zeichentrickfilm Kalif Storch. Im Held-Studio entstanden viele Zeichenfilme. Daneben arbeitete er als Grafiker für diverse Wirtschaftsunternehmen.  Von 1948 bis 1967 zeichnete er als freier Mitarbeiter beim Axel Springer Verlag u. a. die gesamte Werbung mit dem HÖRZU-Maskottchen Mecki. Dazu zählten auch die einzigen 13 Zeichenfilme mit Mecki in der Werbung. Er hat bei HÖRZU ausschließlich für die Werbung gearbeitet, nie für die Meckicomics.
Neben diesen Arbeiten wurde er vor allem durch seine in den 1950er Jahren produzierten Bildergeschichten für Darbovens Kaffee („Darbohne“) bekannt. In den 1960er Jahren schuf er unter anderem die Bildgeschichte „Susi“ in der Neuen Revue. Für die Jugendzeitschrift Bravo gestaltete er den Bravo-Indianer, der in Form der „Goldenen, Silbernen und Bronzenen Ottos“ an Künstler von den Lesern der Bravo verliehen wurde.
Des Weiteren illustrierte er eine große Anzahl von Jugend- und Sachbüchern.
Außerdem befasste sich Hans Held im privaten Bereich mit der Flugtechnik und Raketenantrieben. Bekannt wurde er hier durch den von ihm 1948 erfundenen Antrieb „Held 1000“, der seit Jahrzehnten im Modellbau eingesetzt wird.